# Le streghe (brano musicale)
Le streghe è una romanza con musica di Alipio Calzelli e testo di Nino Ilari.

## Storia
Fu portata al successo da Leopoldo Fregoli al primo concorso di canzone romana del 1891, in piazza San Giovanni a Roma, sede di tradizionali festeggiamenti della festa di San Giovanni (23-24 giugno).
La canzone, vincitrice di quella prima manifestazione canora, inaugurò una stagione di successi di musica popolare anche internazionali.

## Altri interpreti
- Lando Fiorini, nell'album Bella quanno te fece Mamma tua (1971)
- Fiorenzo Fiorentini, nell'album Osteria Del Tempo Perso (1970)
- Paolo Gatti